# Areus II.
Areus II. (altgriechisch Ἀρεύς Areús; * 262 v. Chr.; † 254 v. Chr.), der Sohn von Akrotatos und der Chilonis, war von 262 bis 254 v. Chr. König von Sparta aus dem Hause der Agiaden.
Als sein Vater im Kampf mit Aristodemos von Megalopolis gefallen war, war Areus noch nicht geboren. Nach der Geburt wurde er König und Leonidas, der Sohn von Kleonymos, wurde sein Vormund. Im achten Lebensjahr starb Areus an einer Krankheit und der letzte verbliebene Verwandte Leonidas wurde sein Nachfolger.